# Lac du Cinto
Le lac du Cinto (lavu di u Cintu en corse) est un lac de Haute-Corse, il est situé au sud-ouest du Monte Cinto à 2 289 m d'altitude.

## Géographie
Le lac du Cinto à la source de l'Erco, un affluent du fleuve Golo.